# Schloss Wiesendangen

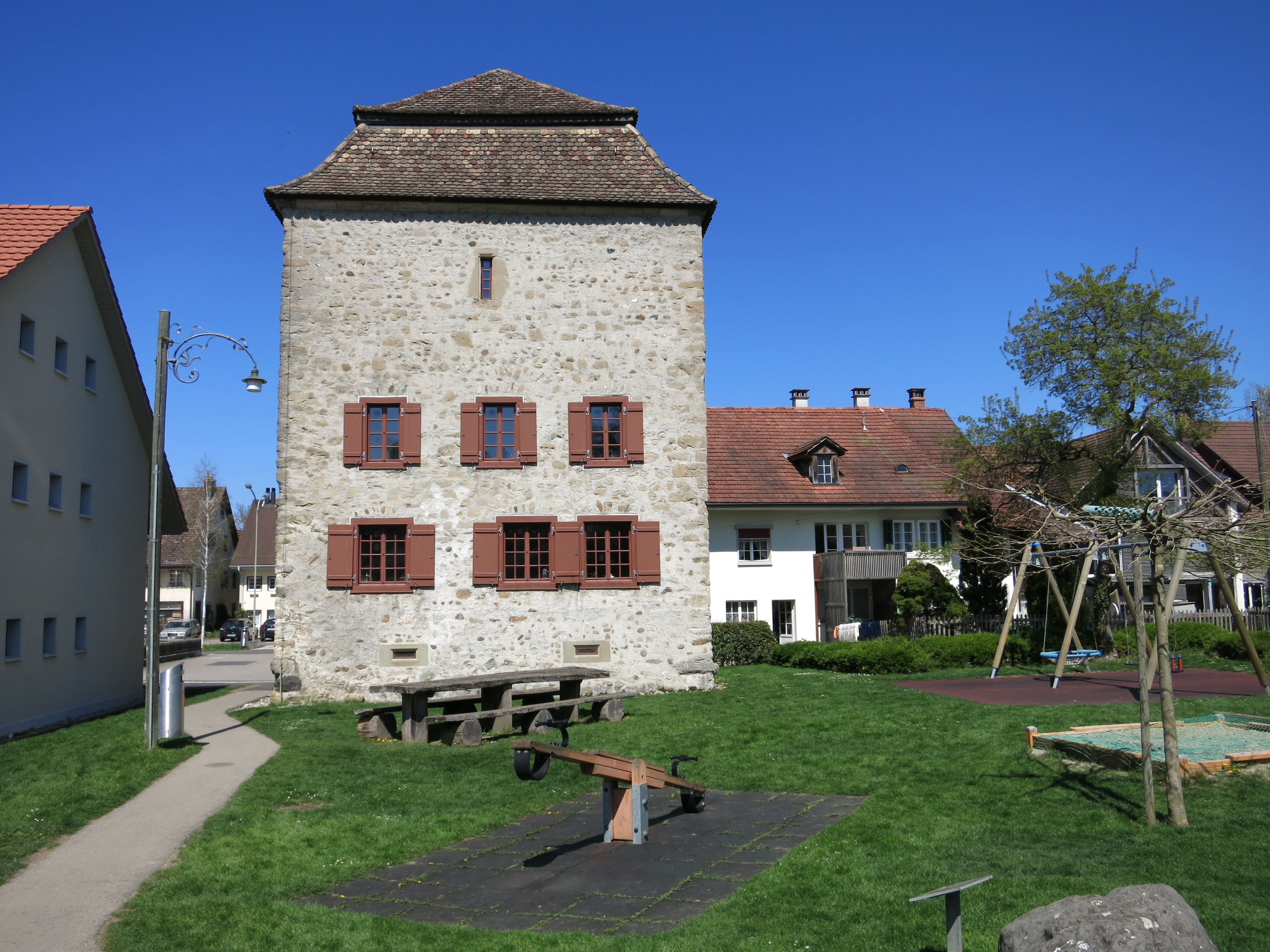
Schloss Wiesendangen

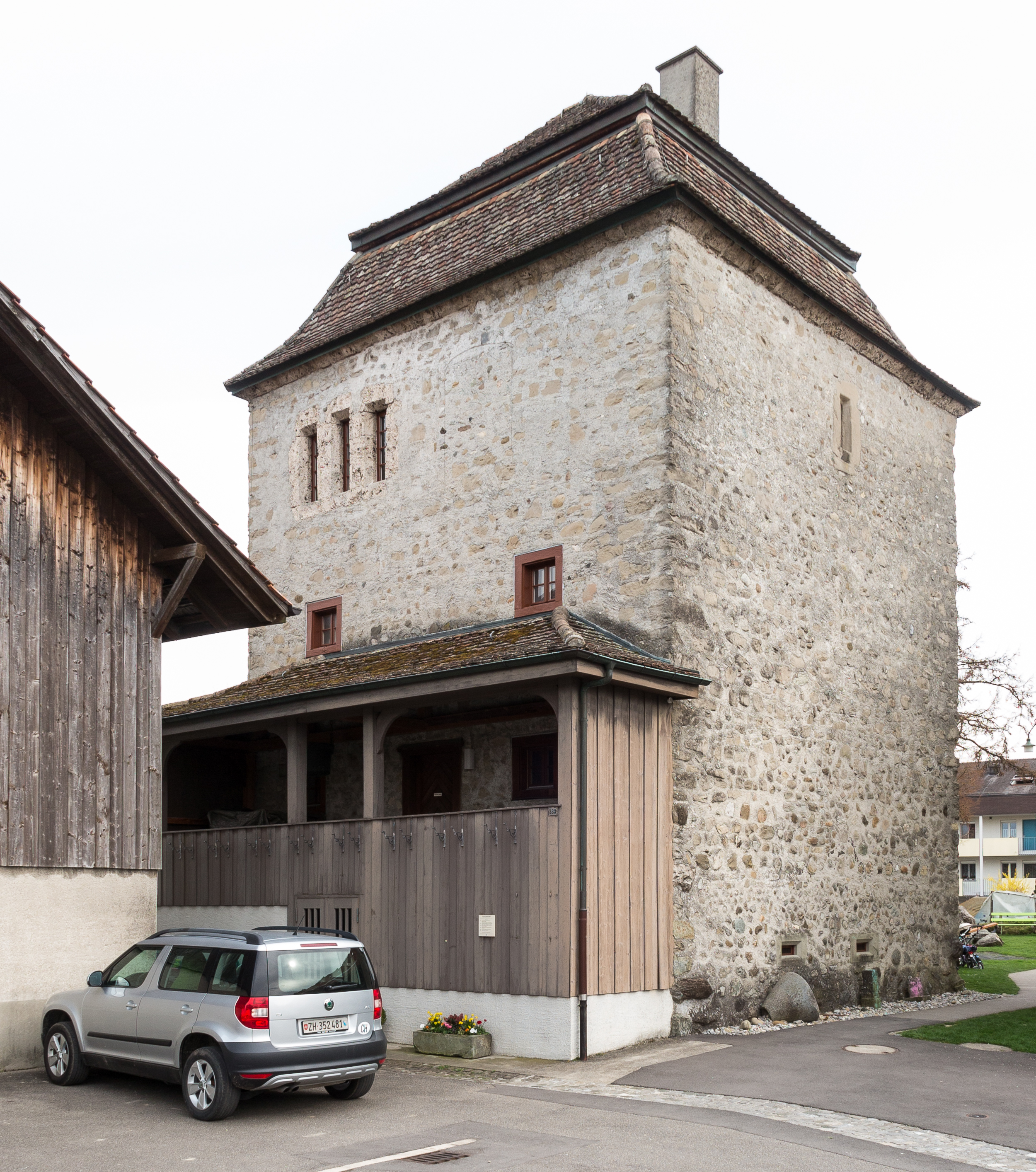
Schlossturm Wiesendangen

Das Schloss Wiesendangen ist ein Wohnturm aus dem 12. Jahrhundert. Es steht mitten im Dorf Wiesendangen im Kanton Zürich in der Nähe von Winterthur und wird seit 1967 als Ortsmuseum genutzt.

## Geschichte
Zu den Erbauern des Wohnturmes gibt es mehrere Hypothesen. Die älteren Forschungen nennen Graf Berchtold von Märstetten. «So meinte man früher, dass die direkten Nachkommen des Grafen von Märstetten, die 150 Jahre früher erwähnt wurden und aus dem Hause Nellenburg stammten, zu den Ministerialen von Wiesendangen gehörten. Nach anderen Aufzeichnungen wurde der Turm gegen 1120 aufgerichtet, mit dem Ziel, die Eigentümer von Kehlhof, ein Gebiet des angesiedelten Episkopats von Konstanz von an der anderen Seite des Flusses, zu irritieren. Alles was man tatsächlich bestätigen kann, ist, dass es Mitte des 12. Jahrhunderts eine Ministeriale kyburgerische Familie von Wiesendangen-Frauenfeld gab.»
Gegen Ende des 14. Jahrhunderts scheinen die Herren von Wiesendangen ausgestorben zu sein. 1408 war der Schlossturm in bäuerlichem Besitz. 1660 wurde der Grafschaftshauptmann Josef Wuhrmann als Besitzer erwähnt. 1958 ging er in den Besitz der Gemeinde Wiesendangen über, die das Gebäude 1965 bis 1967 restaurierte und das Ortsmuseum darin einrichtete.

### Bauweise und bauliche Veränderungen
«Auf einem viereckigen Sockel von 9 Metern pro Seite und seinen 11 Metern Höhe, erhob sich ein Oberbau aus Holz. Dieser wurde im Laufe des 18. Jahrhunderts durch ein Walmdach ersetzt. Seine Mauern sind aus Grössen- und Bruchsteinen gemacht. Die Art, wie die Ecksteine vierkantig zugeschnitten wurden, zeugt von einer wenig gepflegten Arbeit.» Im 19. Jahrhundert erhielt das Gebäude verschiedene Anbauten, die nach dem Kauf durch die Gemeinde wieder entfernt wurden.